# Epicimelia theresiae
Epicimelia theresiae is een vlinder uit de familie van de Axiidae. De wetenschappelijke naam van de soort is voor het eerst geldig gepubliceerd in 1900 door Max Korb.